# Радеформвальд
Радеформвальд (нім. Radevormwald) — місто в Німеччині, знаходиться в землі Північний Рейн-Вестфалія. Підпорядковується адміністративному округу Кельн. Входить до складу району Обербергішер.
Площа — 53,77 км2. Населення становить 21 963 ос. (станом на 31 грудня 2020).

## Географія

### Сусідні міста та громади
Радеформвальд межує з 8 містами / громадами:
- Еннепеталь
- Бреккерфельд
- Гальфер
- Віпперфюрт
- Гюккесваген
- Ремшайд
- Вупперталь
- Швельм

## Галерея

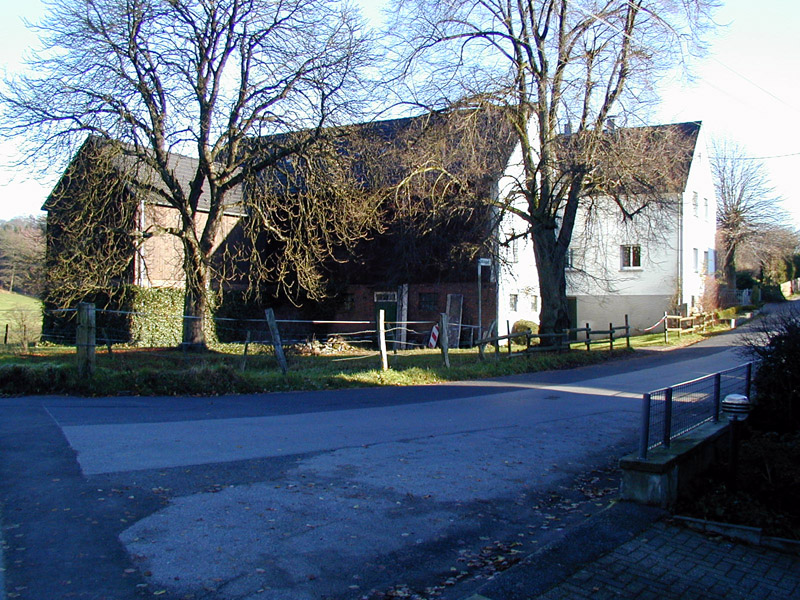
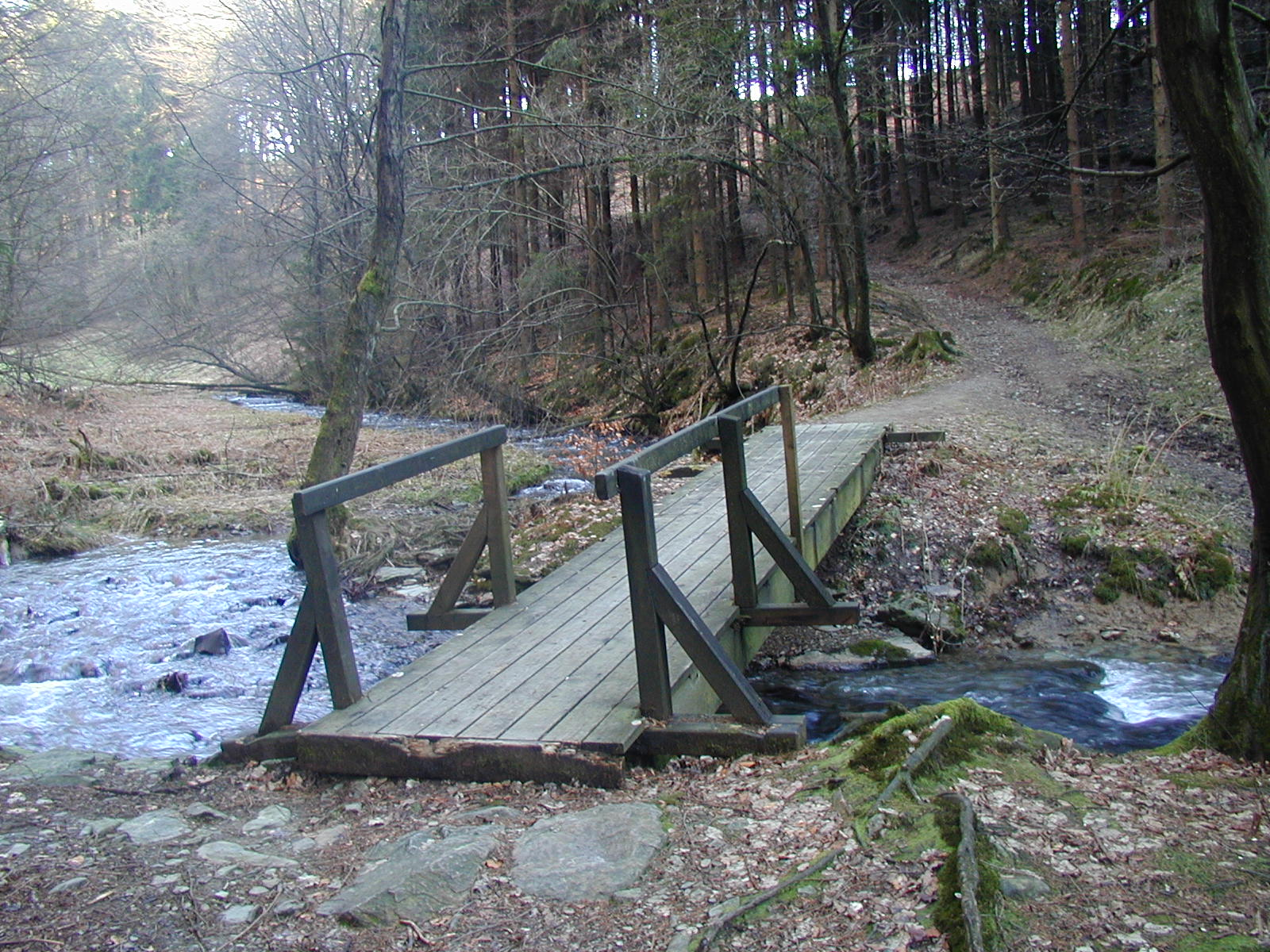
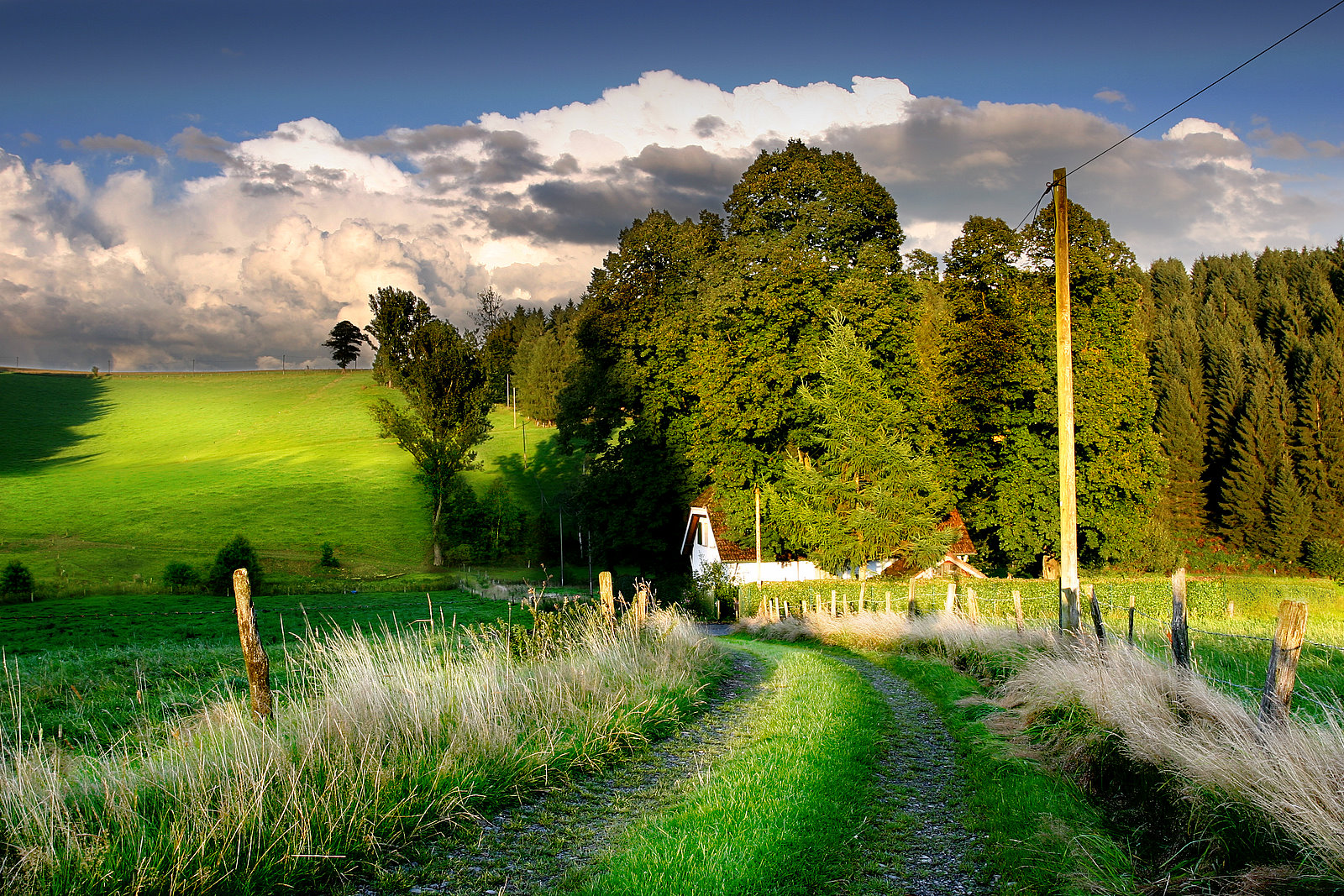
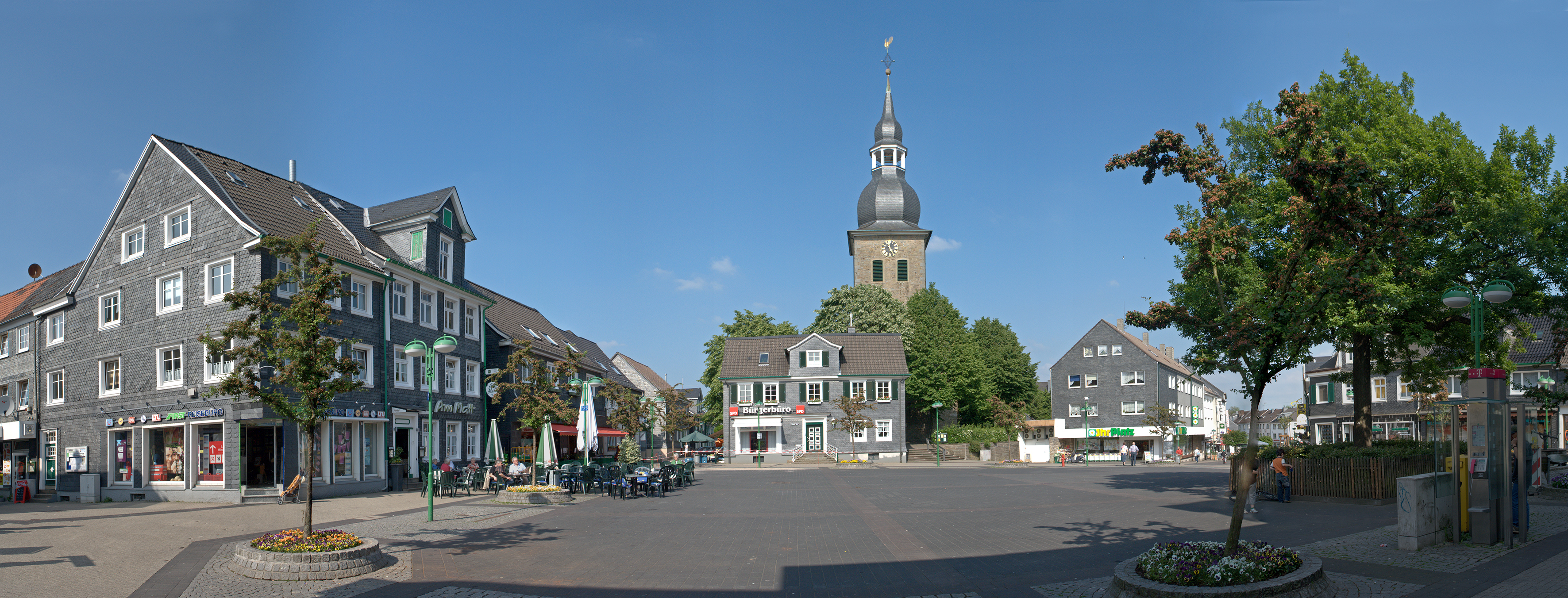
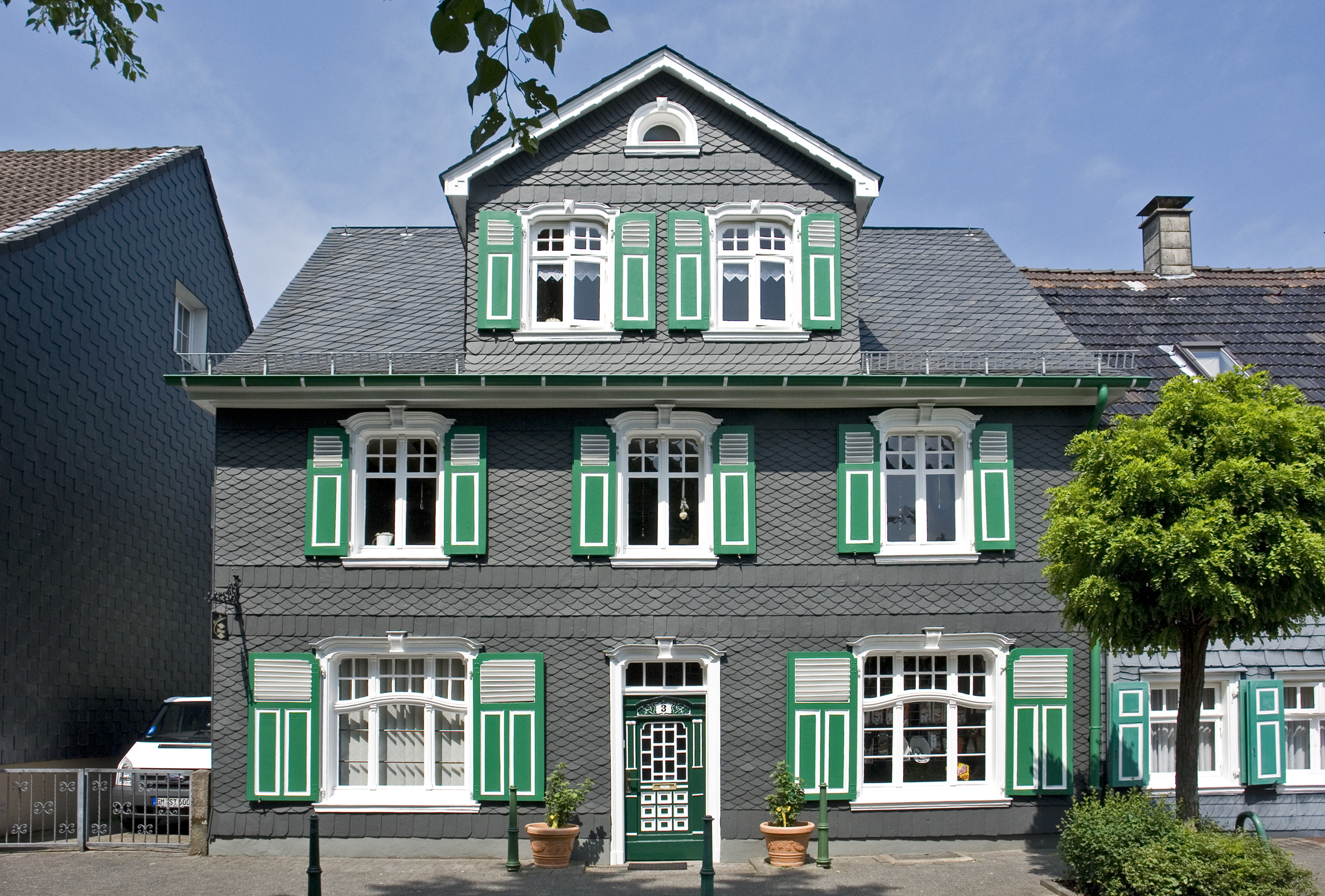
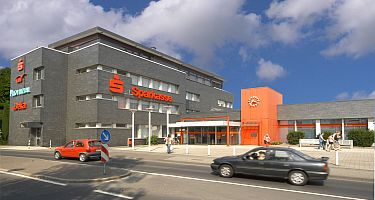